# Ifremeria nautilei
Ifremeria nautilei is een slakkensoort uit de familie van de Provannidae. De wetenschappelijke naam van de soort is voor het eerst geldig gepubliceerd in 1991 door Bouchet & Warén.